# Саундтрек Grand Theft Auto IV
Саундтрек Grand Theft Auto IV, як і саундтрек попередніх ігор, переважно складається з пісень, які звучать на внутриігровому радіо. Ці пісні можна почути якщо сісти в транспортний засіб, в меню гри, а також в деяких локаціях. На радіостанціях звучить ліцензована музика, пісні спеціально створені для гри, репліки діджеїв, пародійна реклама та випуски новин. В грі представлені 23 радіостанції з близько 360 піснями, 19 з яких є музичними, на кожній з яких представлений певний жанр, 3 є розмовними, і на одній (Independence FM) звучать пісні завантажені користувачем. В іграх Grand Theft Auto: The Lost and Damned та Grand Theft Auto: The Ballad of Gay Tony деякі радіостанції зникли, а до тих, які залишились, були додані ще пісні.
На відміну від попередніх ігор, де все що звучить на радіостанції було одним великим файлом, і де всі пісні звучали в певній послідовності, в Grand Theft Auto IV всі пісні зберігаються в окремих файлах і вони звучать в довільному порядку. При сіданні головного персонажа в транспортний засіб, пісня звучить з довільного моменту, не обов'язково з початку. Також це дозволяє вставляти випуски новин, які залежать від дій гравця, між піснями. Радіостанція, яку почує гравець, залежить від транспортного засобу, в який сідає головний персонаж.
Діджеями на деяких радіостанціях є реальні знаменитості: музиканти Іггі Поп, Фемі Куті, Джиммі Гестапо і Руслана, дизайнер Карл Лагерфельд та ведучий на реальному радіо Лазло Джонс. Ведучі щотижневого комічного шоу "Суботнього вечора у прямому ефірі" Білл Гейдер та Джейсон Судейкіс з'являються на розмовних радіостанціях представляючи позиції лібералів та консерваторів відповідно. Також з'являвся Фред Армісен з того самого шоу. У грі присутня одна пісня українською мовою - "Дикі танці" Руслани.

## Музичні радіостанції
Назви радіостанцій представлених тільки в Grand Theft Auto IV позначені курсивом.

### The Beat 102.7
Діджей: Mister Cee, DJ Green Lantern, Funkmaster Flex та Statik Selektah

Жанр: хіп-хоп, гангста-реп, R&B
| Пісня                   | Виконавець                        |
| ----------------------- | --------------------------------- |
| "Anybody Can Get It"    | Uncle Murda                       |
| "Blow Ya Mind" (ремікс) | Styles P з the LOX та Swizz Beatz |
| "Dirty New Yorker"      | Mobb Deep                         |
| "Flashing Lights"       | Каньє Вест з Dwele                |
| "Getaway Driver"        | Maino                             |
| "Hip Hop" (ремікс)      | Joell Ortiz з Jadakiss та Saigon  |
| "Nickname"              | Qadir                             |
| "Price On Your Head"    | Johnny Polygon                    |
| "Stick'm"               | Red Cafe                          |
| "Stylin'"               | Papoose                           |
| "The Crackhouse"        | Fat Joe з Lil Wayne               |
| "Top Down"              | Swizz Beatz                       |
| "War Is Necessary"      | Nas                               |
| "We Celebrate"          | Ghostface Killah з Kid Capri      |
| "Wet 'Em Up"            | Tru-Life                          |
| "What's the Problem"    | Styles P                          |
| "Where's My Money?"     | Busta Rhymes                      |

| Пісня                      | Виконавець                             |
| -------------------------- | -------------------------------------- |
| "Arab Money"               | Busta Rhymes з Ron Browz               |
| "Auto-Tune"                | B.o.B                                  |
| "Carjack"                  | Freeway                                |
| "Dangerous" (ремікс)       | Kardinal Offishall з Akon та Шон Пол   |
| "Go Hard"                  | DJ Khaled з Каньє Вест та T-Pain       |
| "Green Light"              | Джон Ледженд з Andre 3000              |
| "Here In Liberty City"     | Termanology                            |
| "I Hear Footsteps"         | Consequence                            |
| "Jumping (Out the Window)" | Ron Browz                              |
| "Love Lockdown"            | Каньє Вест                             |
| "My Favorite Song"         | Таліб Квелі                            |
| "Respect My Conglomerate"  | Busta Rhymes з Young Jeezy та Jadakiss |
| "Spit"                     | Saigon                                 |
| "Swing Ya Rag"             | T.I. з Swizz Beatz                     |
| "The Chase Is On"          | Skyzoo                                 |

### The Classics 104.1
Діджей: DJ Premier

Жанр: хіп-хоп
Grand Theft Auto IV
| Пісня                          | Виконавець                    |
| ------------------------------ | ----------------------------- |
| "All For One"                  | Brand Nubian                  |
| "Cha Cha Cha"                  | MC Lyte                       |
| "D. Original"                  | Jeru the Damaja               |
| "Droppin' Science"             | Marley Marl з Craig G         |
| "Go Stetsa I"                  | Stetsasonic                   |
| "I Got It Made"                | Special Ed                    |
| "It's Yours"                   | T La Rock and Jazzy Jay       |
| "Live at the Barbeque"         | Main Source з Nas та Akinyele |
| "Supa Star"                    | Group Home                    |
| "Top Billin'"                  | Audio Two                     |
| "Who's Gonna Take the Weight?" | Gang Starr                    |

### Electro–Choc
Діджей: François K иа Crookers

Жанр: електро-хауз, постпанк, хіп-хауз
| Пісня                                      | Виконавець                |
| ------------------------------------------ | ------------------------- |
| "& Down"                                   | Boys Noize                |
| "B.T.T.T.T.R.Y." (ремікс)                  | K.I.M.                    |
| "Brain Leech" (ремікс)                     | Alex Gopher               |
| "I Thought Inside Out" (оригінальний мікс) | Chris Lake проти Deadmau5 |
| "Let Your Body Learn"                      | Nitzer Ebb                |
| "Make It Happen" (інструм.)                | Playgroup                 |
| "No Pressure" (ремікс)                     | One + One                 |
| "Optimo"                                   | Liquid Liquid             |
| "Signal Failure"                           | Padded Cell               |
| "Testarossa Autodrive" (ремікс)            | Kavinsky                  |
| "The Devil in Us (Dub)"                    | Black Devil Disco Club    |
| "Tits & Acid"                              | Simian Mobile Disco       |
| "Turn to Red"                              | Killing Joke              |
| "Waters of Nazareth"                       | Justice                   |

| Пісня                    | Виконавець                                   |
| ------------------------ | -------------------------------------------- |
| "A City Under Siege"     | Boy 8-Bit                                    |
| "Animal"                 | Miike Snow                                   |
| "Bad Men"                | Crookers з Solo                              |
| "Boom Da" (ремікс)       | Mixhell з Jen Lasher та Oh Snap              |
| "Boxer"                  | Crookers з Nic Sarno                         |
| "Jump Up"                | Major Lazer з Leftside та Supahype           |
| "Kid Conga"              | Daniel Haaksman з MC Miltinho                |
| "Knock You Out" (ремікс) | Black Noise                                  |
| "No Security"            | Crookers з Kelis                             |
| "Nude Night"             | The Chemical Brothers                        |
| "Put Your Hands on Me"   | Crookers з Kardinal Offishall та Carla Marie |
| "Stickin"                | SonicC                                       |
| "Watching You" (ремікс)  | Jahcoozi                                     |

### Fusion FM
Діджей: Roy Ayers

Жанр: джаз-рок, ейсид-джаз, ню-джаз
Grand Theft Auto IV
| Пісня                  | Виконавець                    |
| ---------------------- | ----------------------------- |
| "Funk in the Hole"     | Roy Ayers                     |
| "Heavy Tune"           | Gong                          |
| "Holy Thursday"        | David Axelrod                 |
| "Knucklehead"          | Гровер Вашингтон мл.          |
| "Pokusa"               | Aleksander Maliszewski        |
| "Raisins"              | Ryo Kawasaki                  |
| "Sneakin' in the Back" | Tom Scott та The L.A. Express |
| "Stomp"                | Marc Moulin                   |
| "Stratus"              | Billy Cobham                  |
| "The Edge"             | David McCallum                |

### IF99 – International Funk
Діджей: Femi Kuti

Жанр: фанк, афробіт
Grand Theft Auto IV
| Пісня                             | Виконавець          |
| --------------------------------- | ------------------- |
| "A Chance for Peace"              | Lonnie Liston Smith |
| "Galaxy"                          | War                 |
| "Give the People What They Want"  | The O'Jays          |
| "Home Is Where the Hatred Is"     | Gil Scott-Heron     |
| "Just Kissed My Baby"             | The Meters          |
| "Livin' It Up"                    | Mandrill            |
| "New Bell"                        | Manu Dibango        |
| "Sorrow, Tears & Blood"           | Fela Kuti           |
| "Truth Don Die"                   | Femi Kuti           |
| "Who Is He and What Is He to You" | Creative Source     |
| "You Can't Hide Love"             | Hummingbird         |
| "Zombie"                          | Fela Kuti           |

### JNR – Jazz Nation Radio 108.5
Діджей: Roy Haynes

Жанр: джаз
Grand Theft Auto IV
| Пісня                | Виконавець                       |
| -------------------- | -------------------------------- |
| "April in Paris"     | Count Basie                      |
| "Giant Steps"        | Джон Колтрейн                    |
| "Let's Get Lost"     | Чет Бейкер                       |
| "Moanin'"            | Арт Блейкі і The Jazz Messengers |
| "Move"               | Майлз Девіс                      |
| "Night and Day"      | Чарлі Паркер                     |
| "Snap Crackle"       | Roy Haynes                       |
| "St. Thomas"         | Sonny Rollins                    |
| "Take the "A" Train" | Дюк Еллінгтон                    |
| "Whisper Not"        | Діззі Гіллеспі                   |

### The Journey
Діджей: комп'ютер

Жанр: ембієнт, чилаут, downtempo, мінімалізм, нью-ейдж
Grand Theft Auto IV
| Пісня                         | Виконавець           |
| ----------------------------- | -------------------- |
| "5:23"                        | Global Communication |
| "A Rainbow in Curved Air"     | Terry Riley          |
| "Arrival"                     | Steve Roach          |
| "Communiqué: Approach Spiral" | Michael Shrieve      |
| "Oxygène (частина IV)"        | Жан-Мішель Жарр      |
| "Pruit Igoe"                  | Філіп Ґласс          |
| "Remote Viewing"              | Tangerine Dream      |
| "The Oh of Pleasure"          | Ray Lynch            |
| "Z Twig"                      | Aphex Twin           |

### K109 The Studio
Діджей: Карл Лагерфельд

Жанр: диско, фанк
| Пісня                          | Виконавець     |
| ------------------------------ | -------------- |
| "Burning Love Breakdown"       | Peter Brown    |
| "Can't Live Without Your Love" | Tamiko Jones   |
| "Dancer"                       | Gino Soccio    |
| "Get On Up and Do It Again"    | Suzy Q         |
| "On a Journey"                 | Electrik Funk  |
| "Standing in the Rain"         | Don Ray        |
| "Supernature"                  | Cerrone        |
| "Till You Surrender"           | Rainbow Brown  |
| "Underwater"                   | Harry Thumann  |
| "Walk the Night"               | Skatt Brothers |

| Пісня                                 | Виконавець       |
| ------------------------------------- | ---------------- |
| "A Lover's Holiday"                   | Change           |
| "(Are You Ready) Do the Bus Stop"     | The Fatback Band |
| "Any Love"                            | Rufus з Чака Хан |
| "Boogie Oogie Oogie"                  | A Taste of Honey |
| "Disco Inferno"                       | The Trammps      |
| "Doin' the Dog"                       | Creme d'Cocoa    |
| "Everybody Dance"                     | Chic             |
| "He's the Greatest Dancer"            | Sister Sledge    |
| "I Need You"                          | Sylvester        |
| "Menergy"                             | Patrick Cowley   |
| "Put Your Body In It"                 | Stephanie Mills  |
| "Relight My Fire"                     | Dan Hartman      |
| "Shake Your Groove Thing"             | Peaches & Herb   |
| "Still in Love"                       | Rose Royce       |
| "There But for the Grace of God Go I" | Machine          |
| "Young Hearts Run Free"               | Candi Staton     |

### LCHC – Liberty City Hardcore
Діджей: Jimmy Gestapo та Макс Кавалера

Жанр: хардкор, треш-метал, екстремальний метал
| Пісня                    | Виконавець      |
| ------------------------ | --------------- |
| "A Day in the Life"      | Murphy's Law    |
| "All Your Boyz"          | Maximum Penalty |
| "Back to Back"           | Underdog        |
| "Enforcer"               | Leeway          |
| "Injustice System!"      | Sick of It All  |
| "It's the Limit"         | Cro-Mags        |
| "Just Can't Hate Enough" | Sheer Terror    |
| "Right Brigade"          | Bad Brains      |
| "Tell Tale"              | Killing Time    |
| "Victim in Pain"         | Agnostic Front  |

| Пісня                   | Виконавець      |
| ----------------------- | --------------- |
| "Awakening of the Gods" | Kreator         |
| "Blood Fire War Hate"   | Soulfly         |
| "Call from the Grave"   | Bathory         |
| "Dead by Dawn"          | Deicide         |
| "Dead Embryonic Cells"  | Sepultura       |
| "Drowned"               | Entombed        |
| "Fear of Napalm"        | Terrorizer      |
| "I Cum Blood"           | Cannibal Corpse |
| "Inner Sanctum"         | Celtic Frost    |
| "Jailbait"              | Drive By Audio  |
| "Slaughter of the Soul" | At the Gates    |

### Liberty Rock Radio 97.8
Діджей: Іггі Поп

Жанр: класичний рок, поп-рок, альтернативний рок, метал
| Пісня                 | Виконавець                         |
| --------------------- | ---------------------------------- |
| "1979"                | The Smashing Pumpkins              |
| "Cocaine"             | Steve Marriott                     |
| "Cry"                 | Godley & Creme                     |
| "Dominion"            | The Sisters of Mercy               |
| "Edge of Seventeen"   | Stevie Nicks                       |
| "Evil Woman"          | Electric Light Orchestra           |
| "Fascination"         | David Bowie                        |
| "Goodbye Horses"      | Q Lazzarus                         |
| "Heaven and Hell"     | Black Sabbath                      |
| "Her Strut"           | Bob Seger & the Silver Bullet Band |
| "I Wanna Be Your Dog" | The Stooges                        |
| "Jailbreak"           | Thin Lizzy                         |
| "Mama"                | Genesis                            |
| "New York Groove"     | Hello                              |
| "One Vision"          | Queen                              |
| "Remedy"              | The Black Crowes                   |
| "Rocky Mountain Way"  | Joe Walsh                          |
| "Straight On"         | Heart                              |
| "Street Kids"         | Елтон Джон                         |
| "The Seeker"          | The Who                            |
| "Thug"                | ZZ Top                             |
| "Turn You Inside-Out" | R.E.M.                             |

| Пісня                         | Виконавець          |
| ----------------------------- | ------------------- |
| "China Grove"                 | The Doobie Brothers |
| "Drivin' Wheel"               | Foghat              |
| "Every Picture Tells a Story" | Род Стюарт          |
| "Five to One"                 | The Doors           |
| "Free Ride"                   | Edgar Winter Group  |
| "Funk #49"                    | James Gang          |
| "Go to Hell"                  | Еліс Купер          |
| "Hair of the Dog"             | Nazareth            |
| "Highway Star"                | Deep Purple         |
| "Jane"                        | Jefferson Starship  |
| "Lord of the Thighs"          | Aerosmith           |
| "Renegade"                    | Styx                |
| "Run to the Hills"            | Iron Maiden         |
| "Saturday Night Special"      | Lynyrd Skynyrd      |
| "Touch Too Much"              | AC/DC               |
| "Wanted Dead or Alive"        | Bon Jovi            |
| "Wheels of Steel"             | Saxon               |
| "Wild Side"                   | Mötley Crüe         |

### Massive B Sound System 96.9
Діджей: Bobby Konders

Жанр: денсхолл, регі
Grand Theft Auto IV
| Пісня               | Виконавець    |
| ------------------- | ------------- |
| "All About Da Weed" | Chuck Fenda   |
| "Badder Den Dem"    | Burro Banton  |
| "Brrrt"             | Bunji Garlin  |
| "Bullet Proof Skin" | Bounty Killer |
| "Call Pon Dem"      | Chezidek      |
| "Church Heathen"    | Shaggy        |
| "Da Order"          | Spragga Benz  |
| "Driver"            | Buju Banton   |
| "Last Night"        | Mavado        |
| "No Fraid A"        | Munga         |
| "Raise It Up"       | Jabba         |
| "Real McKoy"        | Mavado        |
| "Set It Off"        | Choppa Chop   |
| "Youth Dem Cold"    | Richie Spice  |

### Radio Broker
Діджей: Джульєтт Льюїс

Жанр: альтернативний рок, інді-рок, електро-рок, денс-панк
| Пісня                      | Виконавець                           |
| -------------------------- | ------------------------------------ |
| "Arm In Arm" (ремікс)      | The Boggs                            |
| "Cocaine"                  | Cheeseburger                         |
| "Disneyland, Pt 1"         | Get Shakes                           |
| "Get Innocuous!"           | LCD Soundsystem                      |
| "Homicide"                 | The Prairie Cartel                   |
| "Inside the Cage" (ремікс) | Juliette and the Licks               |
| "Mayday"                   | Unkle з The Duke Spirit              |
| "No Sex for Ben"           | The Rapture                          |
| "One Horse Race"           | Tom Vek                              |
| "Pony"                     | Teenager                             |
| "Raging in the Plague Age" | Les Savy Fav                         |
| "Riot in the City"         | White Light Parade                   |
| "Sleep Is Impossible"      | Deluka                               |
| "Strange Times"            | The Black Keys                       |
| "Take It With a Kiss"      | The Pistolas                         |
| "The Teacher"              | Ralph Myerz and the Jack Herren Band |
| "Vagabond"                 | Greenskeepers                        |
| "Wrap It Up"               | Whitey                               |
| "Yadnus" (ремікс)          | !!!                                  |

| Пісня                            | Виконавець        |
| -------------------------------- | ----------------- |
| "Blood on the Steps"             | The Yelling       |
| "Body Language"                  | Monotonix         |
| "Borderline"                     | Freeland          |
| "Command"                        | Foxylane          |
| "Dance Girl" (ремікс)            | Game Rebellion    |
| "Get Ready to Die"               | Magic Dirt        |
| "Hell on Wheels"                 | Kill Memory Crash |
| "I Walk Alone"                   | The Jane Shermans |
| "Nouveau Americain"              | Brazilian Girls   |
| "Radical Businessman"            | Japanther         |
| "Shake It Loose"                 | Blonde Acid Cult  |
| "The Hunger (Blood in My Mouth)" | Kreeps            |

### San Juan Sounds
Діджей: Daddy Yankee та Henry Santos Jeter

Жанр: реггетон, латиноамериканська поп-музика, рок, 
| Пісня                     | Виконавець                                       |
| ------------------------- | ------------------------------------------------ |
| "Atrévete-te-te"          | Calle 13                                         |
| "Impacto"                 | Daddy Yankee                                     |
| "Maldades"                | Hector El Father                                 |
| "Pónmela"                 | Voltio з Jowell & Randy                          |
| "Salió El Sol"            | Don Omar                                         |
| "Sexy Movimiento"         | Wisin & Yandel                                   |
| "Siente El Boom" (ремікс) | Tito El Bambino з Jowell & Randy та De La Ghetto |
| "Ven Báilalo"             | Angel & Khriz                                    |

| Пісня               | Виконавець                         |
| ------------------- | ---------------------------------- |
| "Dime" (ремікс)     | Ivy Queen                          |
| "El Desprecio"      | Aventura                           |
| "Guallando"         | Fulanito                           |
| "Llora, Llora"      | Tego Calderón з Oscar D'León       |
| "Me Estás Tentando" | Wisin & Yandel з DJ Nesty          |
| "Na De Na"          | Angel & Khriz з Gocho та John Eric |
| "Suavemente"        | Elvis Crespo                       |
| "Virtual Diva"      | Don Omar                           |

### Tuff Gong Radio
Діджей: Carl Bradshaw

Жанр: регі, даб
Grand Theft Auto IV
| Пісня                                                        | Виконавець                                |
| ------------------------------------------------------------ | ----------------------------------------- |
| "Chase Dem"                                                  | Stephen Marley                            |
| "Concrete Jungle (The Unreleased Original Jamaican Version)" | Bob Marley & The Wailers                  |
| "Pimper's Paradise"                                          | Bob Marley & The Wailers                  |
| "Rat Race"                                                   | Bob Marley & The Wailers                  |
| "Rebel Music (3 O'Clock Roadblock)"                          | Bob Marley & The Wailers                  |
| "Satisfy My Soul"                                            | Bob Marley & The Wailers                  |
| "So Much Trouble in the World"                               | Bob Marley & The Wailers                  |
| "Stand Up Jamrock"                                           | Bob Marley & The Wailers та Damian Marley |
| "Wake Up and Live (Parts 1 and 2)"                           | Bob Marley & The Wailers                  |

### The Vibe 98.8
Діджей: Vaughn Harper

Жанр: соул, R&B, фанк
Grand Theft Auto IV
| Пісня                                     | Виконавець         |
| ----------------------------------------- | ------------------ |
| "Because of You"                          | Ne-Yo              |
| "Bump n' Grind"                           | R. Kelly           |
| "C.O.D. (I'll Deliver)"                   | Mtume              |
| "Criticize"                               | Alexander O'Neal   |
| "Daylight"                                | RAMP               |
| "Footsteps in the Dark"                   | The Isley Brothers |
| "Freek'n You"                             | Jodeci             |
| "Get It Shawty"                           | Lloyd              |
| "Golden"                                  | Jill Scott         |
| "Hangin' on a String"                     | Loose Ends         |
| "Have You Ever Loved Somebody"            | Freddie Jackson    |
| "I Want You"                              | C.J. Hilton        |
| "In My Bed (ремікс)"                      | Dru Hill           |
| "Inner City Blues (Make Me Wanna Holler)" | Марвін Гей         |
| "Inside My Love"                          | Minnie Riperton    |
| "It's Only Love Doing Its Thing"          | Барі Уайт          |
| "Just Be Good to Me"                      | The S.O.S. Band    |
| "Pony"                                    | Ginuwine           |
| "You"                                     | Raheem DeVaughn    |

### Vladivostok FM
Діджей: Руслана та DJ Paul

Жанр: східноєвропейська поп-музика, російський рок, російський хіп-хоп, прогресивний хаус, танцювальна музика
| Пісня                        | Виконавець |
| ---------------------------- | ---------- |
| "King Ring"                  | Серьога    |
| "Liberty City: The Invasion" | Серьога    |
| "Группа крови"               | Кино       |
| "Дикі танці"                 | Руслана    |
| "Ждать"                      | Marakesh   |
| "Зеленоглазое такси"         | Олег Кваша |
| "Квартира"                   | Звери      |
| "Линия жизни"                | Сплін      |
| "Мама"                       | Баста      |
| "Никого не жалко"            | Ленінград  |
| "О тебе"                     | Ранетки    |
| "РЭП"                        | Dolphin    |
| "Швайне"                     | Глюкоза    |

| Пісня                      | Виконавець                     |
| -------------------------- | ------------------------------ |
| "Boogie 2Nite" (ремікс)    | Booty Luv                      |
| "Can't Get Enough"         | Soulsearcher                   |
| "Crazy World" (ремікс)     | J Majik та Wickaman            |
| "How Would U Feel"         | David Morales з Lea-Lorien     |
| "Lola's Theme"             | Shape:UK                       |
| "Love on My Mind"          | Freemasons з Amanda Wilson     |
| "Lovin' You More" (ремікс) | Steve Mac                      |
| "Music"                    | Jonathan Peters з Maya Azucena |
| "Pjanoo" (ремікс)          | Eric Prydz                     |
| "Put 'Em High" (ремікс)    | StoneBridge                    |
| "Salvation" (ремікс)       | Sucker DJs                     |
| "The Best Thing"           | Hook 'n Sling                  |
| "The Weekend"              | Michael Gray                   |
| "When Love Takes Over"     | Давід Гета з Келлі Роуленд     |
| "You Never Know" (ремікс)  | Marly                          |

### RamJam FM
Діджей: David Rodigan

Жанр: регі, даб
Grand Theft Auto IV
| Пісня                  | Виконавець                   |
| ---------------------- | ---------------------------- |
| "007 (Shanty Town)"    | Desmond Dekker               |
| "54-46 Was My Number"  | Toots And The Maytals        |
| "Anything Goes"        | Major Lazer з Turbulence     |
| "Don't Fuss Nor Fight" | Barrington Levy              |
| "Hard Time Pressure"   | Sugar Minott                 |
| "Holiday"              | Damian Marley                |
| "Jammin' for Survival" | The Morwells та Prince Jammy |
| "Jammy A Shine"        | Prince Jammy                 |
| "Mus Come a Road"      | Mr. Vegas                    |
| "Out of Jamaica"       | Ini Kamoze                   |
| "Police in Helicopter" | John Holt з Sizzla           |
| "Worries in the Dance" | Frankie Paul                 |

### Self–Actualization FM
Діджей: Audrey

Жанр: ембієнт, чилаут, downtempo, нью-ейдж
Grand Theft Auto IV
| Пісня                                                                              | Виконавець                                |
| ---------------------------------------------------------------------------------- | ----------------------------------------- |
| "A Huge Ever Growing Pulsating Brain That Rules from the Centre of the Ultraworld" | The Orb                                   |
| "Artifacts & Prophecies"                                                           | Alpha Wave Movement                       |
| "Bike"                                                                             | Autechre                                  |
| "Cosmology Myth"                                                                   | Larry Heard                               |
| "Go Forward" (ремікс)                                                              | Chilled by Nature                         |
| "Moonbathing"                                                                      | Tom Middleton                             |
| "Skygazer (3002)" (ремікс)                                                         | Alucidnation                              |
| "V/8 Psychedelic Brunch"                                                           | Піт Намлук та Клаус Шульце з Bill Laswell |

### Vice City FM
Діджей: Fernando Martínez

Жанр: поп-музика 1980-их, рок-музика
Grand Theft Auto IV
| Пісня                                   | Виконавець                 |
| --------------------------------------- | -------------------------- |
| "Breakout"                              | Swing Out Sister           |
| "Buffalo Stance"                        | Нене Черрі                 |
| "C'est La Vie"                          | Robbie Nevil               |
| "Cuddly Toy"                            | Roachford                  |
| "Divine Emotions"                       | Narada Michael Walden      |
| "Find the Time"                         | Five Star                  |
| "Heart and Soul"                        | T'Pau                      |
| "History"                               | Mai Tai                    |
| "I Can't Wait"                          | Nu Shooz                   |
| "I Don't Want a Lover"                  | Texas                      |
| "Kayleigh"                              | Marillion                  |
| "Labour of Love"                        | Hue and Cry                |
| "Love Changes (Everything)"             | Climie Fisher              |
| "Maneater"                              | Hall & Oates               |
| "Misfit"                                | Curiosity Killed the Cat   |
| "People Hold On"                        | Coldcut та Lisa Stansfield |
| "Something About You"                   | Level 42                   |
| "Stay With Me Tonight"                  | Jeffrey Osborne            |
| "Teardrops"                             | Womack & Womack            |
| "The Look"                              | Roxette                    |
| "The Politics of Dancing"               | Re-Flex                    |
| "Voices Carry"                          | 'Til Tuesday               |
| "Waiting for a Star to Fall"            | Boy Meets Girl             |
| "When Love Breaks Down"                 | Prefab Sprout              |
| "Wishing I Was Lucky"                   | Wet Wet Wet                |
| "Wishing Well"                          | Terence Trent D'Arby       |
| "Wood Beez (Pray Like Aretha Franklin)" | Scritti Politti            |
| "You're the Voice"                      | John Farnham               |

### Independence FM
Діджей: Gary Sheen
Ця радіостанція присутня в версії гри для ПК та на ній звучать пісні завантажені користувачем. Щоб додати до ціє радіостанції пісні, треба розмістити їх в папці My Documents\Rockstar Games\GTA IV\User Music, в грі зайти в налаштування та просканувати пісні. Підтримуються формати .wma, .mp3 та .m4a. Користувач може вибрати три режими програвання: всі пісні по порядку, пісні в довільному порядку, пісні в довільному порядку з коментарями діджея, рекламою та новинами.

## Розмовні радіостанції

### Integrity 2.0
Ведучий: Lazlow

Тема: розмови
Ця радіостанція розповідає про тур Лазло по Ліберті-Сіті, де він розмовляє з різними людьми. Радіостанція починає працювати тільки коли гравець відкриє острів Алгонквін. До цього можна почути оголошення, що станція скоро відкриється. Під час ефіру Лазло часто згадуює свої минулі радіостанції: V-Rock в Вайс-Сіті, WCTR в Сан Андреасі та Chatterbox FM в Ліберті-Сіті. Лазло згадує Ріда Такера, над яким жартував в 2001 році, рок-гурт Love Fist, який виступав в Вайс-Сіті. Лазло бере інтерв'ю в збоченця, латиноамериканського постачальника хот-догів, водія таксі, художника, який знімає музичне відео про дощ. Лазло сперечається декількома людьми, серед яких інтернет-залежний підліток, який називає його старим, компю'терник, який хоче зробити сайт щоб продавати речі пов'язані з Лазло.
В The Ballad Of Gay Tony в Лазло з'являється супутник на ім'я Хорхе. Хорхе подорожує разом з Лазло по Ліберті-Сіті, Лазло показує йому місто. Хорхе не говорить англійською. Лазло каже, що студія "погрузилась в темряву" через нестачу коштів, що також пояснює відсутність нового контенту в The Lost And Damned.

### PLR – Public Liberty Radio
Програма: Спіритичний сеанс

Ведучий: Beatrix Fontaine

Тема: Програма, в якій фальшивий екстрасенс Беатрікс відповідає на звінки слухачів, дає їм дивні поради та постійно просить від них грошей. Її прізвище може бути посиланням на Даріуса Фонтейна, який розповідав на радіо в Сан-Андреасі як стати багатим.
Програма: Кардіостимулятор

Ведучий: Ryan McFallon

Тема: Програма, в якій обговорюється охорона здоров'я. Ведучий Раян МакФеллон бере інтерв'ю в трьох людей: в пресс-секретаря фармацевтичної компанії Betta Шейли-Штаффорд, яка сказала, що залишила жінку помирати, тому що боялась що в неї нема страховки; в представника страхової медичної організації Вілсона Тейлора старшого; в прихильника холістичної медицини та домашнього лікування Вейлона Мейсона.
Програма: Інтелектуальний порядок денний

Ведучий: Mike Riley

Тема: Програма, орієнтована на ліву політику. Ведучий Майк Райлі бере інтерв'ю в трьох людей: в пресс-секретаря фармацевтичної компанії Betta Шейли-Штаффорд, яка сказала, що залишила жінку помирати, тому що боялась що в неї нема страховки; в представника страхової медичної організації Вілсона Тейлора старшого; в прихильника холістичної медицини та домашнього лікування Вейлона Мейсона.

### WKTT – We Know The Truth
Програма: Шоу Річарда Бастіона

Ведучий: Richard Bastion

Тема: Програма, орієнтована на праву політику. під час шоу Річард Бастіон обговорює з гостями що не так в америці.
Програма: Справедливо чи не справедливо

Ведучий: суддя Grady

Тема: Судове радіошоу, де суддя Грейді (пародія на суддю Верховного суду США Кларенса Томаса), який э мізогінічним, ідеологічним та упередженим, виносить рішення. Він постійно ображає та нападає на жінок-гостей. Він завжди займає сторону чоловіка в сімейних справах. В його промовах багато праворадикальних висловлювань, які не завжди мають стосунок до справи. В кінці кожного шоу щоб вирішити на чию користь винести рішення, суддя влаштовує поєдинок між сторонами: дуель, гладіторський бій або канібалістичний поєдинок.
Програма: Fizz!

Ведучий: Jane Labrador, Marcel LeMuir, Jeffron James

Тема: Програма пліток про зірок. В програмі з'являються гумористи Рікі Джервейс та Кетт Вільямс.
Програма: Шоу Мартіна Серіоса

Ведучий: Martin Seriou, Lisa Lynn, Mark the Manager, Smithy the Stunt Boy

Тема: Пародія на Шоу Говарда Стейна.
Програма: Розмови

Ведучий: John Smith

Тема: Пародія на Від берега до берега та Шоу Алекса Джонса.

## Інша музика в грі

### Музика в певних локаціях
- "Come Into My Life" (Rick James) - грає в стрип-клубах під час приватного шоу
- "Shake Ya Ass" (Mystikal) - грає в стрип-клубах під час приватного шоу
- "Ooh La La" (Goldfrapp) - грає в стрип-клубах під час приватного шоу
- "A Real Real" (Niall Toner) - грає в ірландському пабі в Брокері
- "Celtic High Step" (Killian's Angels) - грає в ірландському пабі в Брокері
- "Hustlin'" (Rick Ross) - звучить коли гуморист Кетт Вільямс виходить на сцену

### Заставки радіостанцій
- "Dead in Hollywood" (Murderdolls) - заставка Liberty Rock Radio
- "I Don't Wanna Be Me" (Type O Negative) - заставка Liberty Rock Radio
- "No Way" (Korn) - заставка Liberty Rock Radio
- "Another Part of Me" (Майкл Джексон) - заставка Vice City FM

### Рингтони
В грі є можливість скачувати та встановлювати рингтони на внутриігровий мобільний телефон. Більшість з них є піснями з попередніх ігор серії.